# Friedewald
Friedewald é um município da Alemanha localizada no distrito de Altenkirchen, estado da Renânia-Palatinado.
É membro da associação municipal de Verbandsgemeinde Daaden.

## População
Evolução da população:
| - 1815 – 308 - 1835 – 341 - 1871 – 385 - 1905 – 519 - 1939 – 647 - 1950 – 768 | - 1961 – 861 - 1965 – 941 - 1970 – 1.004 - 1975 – 1.034 - 1980 – 1.058 - 1985 – 1.068 | - 1987 – 1.072 - 1990 – 1.107 - 1995 – 1.179 - 2000 – 1.238 - 2005 – 1.211 - 2009 - 1.202 |